# امضاکنندگان ذیل
امضاکنندگان ذیل (اسپانیایی: Los abajo firmantes‎) یک فیلم کمدی-درام اسپانیایی به کارگردانی خواکین اوریسترل است که در سال ۲۰۰۳ منتشر شد.

## گزیدهٔ بازیگران
- خاویر کامارا[۴]
- خوان دیه‌گو بوتو[۲]
- الویرا مینگس[۲]
- ماریا بوتو[۲]
- خوزه مانوئل سروینو[۲]
- فرناندو گی‌ین[۲]